# Cerro Ancón
Cerro Ancón je 199 metrů vysoký kopec na předměstí panamského hlavního města Panamá. Je porostlý deštným pralesem, kde rostou orchideje a žije zde lenochod tříprstý, tamarín Geoffroyův, nosál bělohubý nebo pásovec devítipásý. Na úpatí se nachází nemocnice, pojmenovaná po americkém generálovi Williamu Gorgasovi. Místo je oblíbeným cílem výletů a nabízí panoramatický výhled na panamskou metropoli a Panamský průplav. Nachází se zde také televizní vysílač.
Název kopce je odvozen od výrazu ancón (zátoka). Těžil se zde kámen na stavbu průplavu, místo spravovali Američané jako součást Panamského průplavového pásma a sloužilo vojenským účelům. Po jeho předání Panamě zde byla vztyčena panamská vlajka o rozměrech 10×15 metrů.
Na Cerro Ancón se nachází pomník národní básnířky Amelie Denis de Icaza. První loď, která v roce 1914 proplula Panamským průplavem, byla podle kopce nazvána SS Ancon.